# 上級突擊隊大隊領袖
上級突擊隊大隊領袖（德語：Obersturmbannführer，發音：[ˈoːbɐ.ʃtʊʁm.ban.fyːʀɐ]）是國家社會主義德意志勞工黨（即納粹黨）中的一個準軍事部隊階級，親衛隊和衝鋒隊等組織皆有使用。本階級創建於1933年5月，為因應衝鋒隊組織擴張而設於突擊隊大隊領袖階級之上，不過同時也成為了親衛隊的一個階級；本階級與德意志國防軍中的中校同級，上級階級為旗隊領袖。本階級的襟章標記為黑底、四個銀色方形與一條銀色橫紋，位於制服的左領中央；右領則為單位徽章，讓本階級成為含有單位徽章的最高親衛隊/衝鋒隊階級。另外，本階級使用了中校的肩章。

## 阿道夫·艾希曼

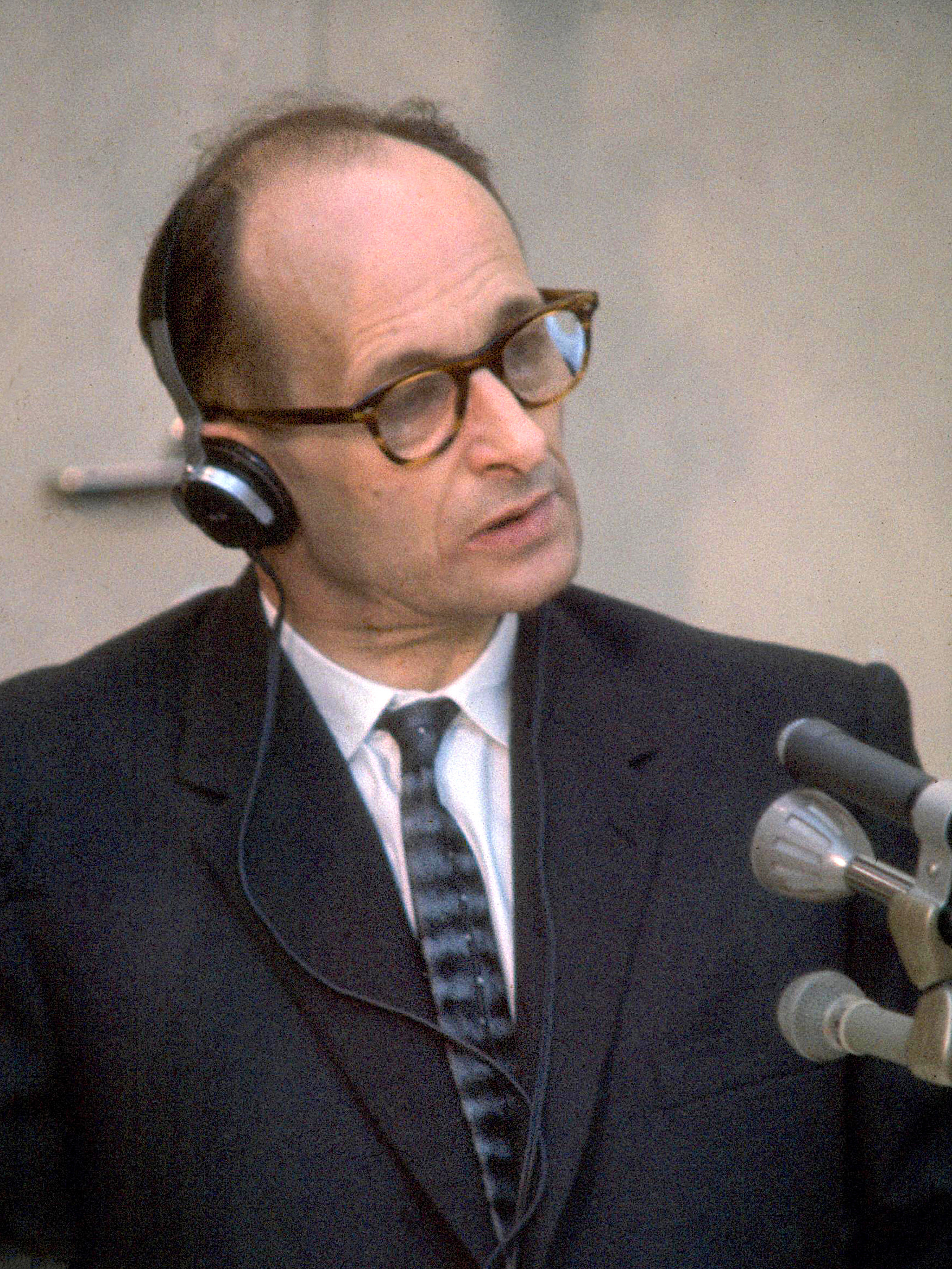
阿道夫·艾希曼，攝於1961年受審時

「最終解決方案」的主要負責人阿道夫·艾希曼於1940年升任上級突擊隊大隊領袖，並為1942年1月萬湖會議的出席者之一。1962年艾希曼因遭控訴危害人類罪在以色列受審時在法庭中辯駁自己只是像文員一樣奉命行事，這時檢察長吉迪恩·豪斯納便問他道：「你是上級突擊隊大隊領袖，還是辦公室女孩？」表明了這一階級的重要性與其所應負的責任。
但政治理論家漢娜·鄂蘭在其1963年著作《艾希曼在耶路撒冷》中質疑那些認為上級突擊隊大隊領袖是一個具有重要意義的階級的觀點。她在書中描述艾希曼在整場戰爭中皆渴望再往上升任為旗隊領袖，並表示：「有許多像艾希曼這樣自下位階級升任上來的人，除了那些在前線的將士之外從沒有機會升任至上級突擊隊大隊領袖以上的階級。」

## 徽章

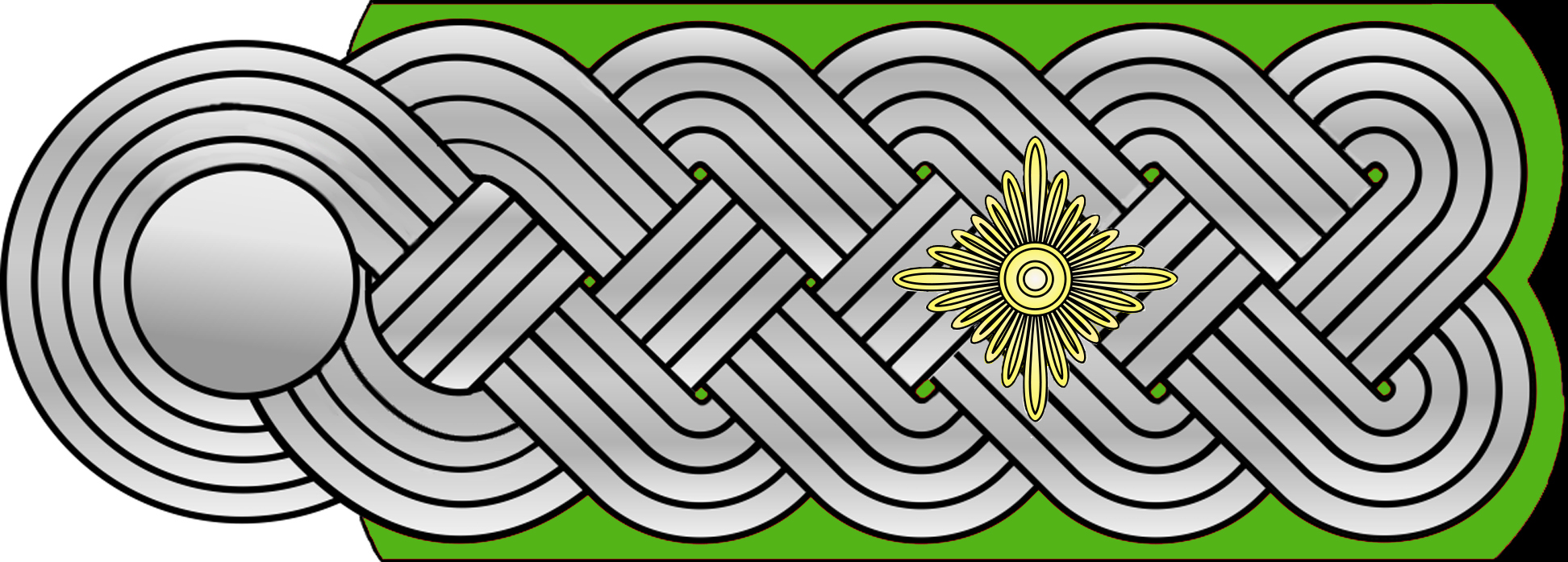
肩章
領章
衝鋒隊領章
國家社會主義汽車軍團領章
國家社會主義傳單軍團（英语：National Socialist Flyers Corps）領章
軍事偽裝

### 書目
- McNab, Chris. . Amber Books Ltd. 2009. ISBN 9781906626495 （英语）.
- McNab, Chris. . Amber Books Ltd. 2009b. ISBN 9781906626518 （英语）.
- Yerger, Mark C. . Schiffer Publishing（英语：Schiffer Publishing）. 1997. ISBN 0764301454 （英语）.
- Flaherty, T. H. . Time-Life Books, Inc. 2004 [1988]. ISBN 1844470733 （英语）.
- Stein, George. . Cerberus Publishing Ltd. 2002 [1966]. ISBN 9781841451008 （英语）.
- Arendt, Hannah. . Penguin Classics. 2006 （英语）.